# Gerhoh Steigenberger
Kaspar Gerhoh Steigenberger, chanoine régulier de Saint-Augustin, né à Peissenberg le 24 avril 1741 et mort à Munich le 5 août 1787, est un bibliographe allemand.

## Biographie
Fils de paysans, il mène ses premières études dans l'école du monastère de Polling avant de fréquenter le collège jésuite de Munich, le Wilhelmsgymnasium. Il entre en 1758 dans le monastère de Polling qui héberge des chanoines réguliers de Saint-Augustin. Il reçoit dans le monastère des enseignements en philosophie, théologie et mathématiques. Remarqué pour son talent pour l'étude, il est envoyé par le prélat de Polling, Franz Töpsl, en formation à Paris dès 1763. Accueilli chez les chanoines réguliers de l'abbaye Sainte-Geneviève, il bénéficie pendant trois ans des enseignements de l'abbé Nollet en physique expérimentale, de l'abbé Mercier de Saint-Léger en bibliothéconomie et en histoire littéraire, de Pingré en astronomie, de Galliot en numismatique et de l'abbé Géry en théologie. En 1767, il part pour Rome où il reste deux années pour apprendre le grec ancien et l'hébreu avec l'abbé Vernazza. Sa migration académique lui permit de tisser des relations avec des prélats tels que les cardinaux Garampi et Zelada, ainsi qu'avec de nombreux érudits appartenant ou non à la congrégation des chanoines réguliers augustins. 
Après avoir reçu l'ordination à Rome, il revient dans le monastère de Polling et se voit confier la direction de la bibliothèque et l'enseignement de la théologie et de la philosophie. En 1773, à la suite de la dissolution de l'ordre jésuite, il est appelé à l'Université d'Ingolstadt où il occupe les chaires de philosophie et d'histoire littéraire. Il devient également le bibliothécaire de cette même université en 1774. À la faveur de son amitié avec le baron d'Ickstatt, directeur de l'université, il se charge de la direction des Real- et Trivialschulen d'Ingolstadt. En permanente opposition avec les ex-jésuites demeurés dans l'université, il est faussement accusé de vol de livres et démis de ses fonctions en 1777.
Son retour à Polling lui laisse peu de temps pour réorganiser la bibliothèque du monastère : il est appelé en 1781 par le prince électeur de Bavière, Charles-Théodore, pour superviser la bibliothèque électorale, fonction qu'il occupe jusqu'à sa mort. Cette même année, il est nommé membre ordinaire de la classe historique de l'Académie bavaroise des sciences siégeant à Munich. Il cumule un large éventail de fonctions et fait partie dès 1783 du Conseil ecclésiastique, dans lequel il s'avère être un conseiller influent et habile. Il s'investit particulièrement dans la politique scolaire pour réformer les facultés de théologie et de philosophie.
Influencé par les idées des Lumières, il se fait le défenseur de l'Église d'État bavaroise et dirige avec un autre conseiller la sécularisation du monastère d'Indersdorf. Il collabore avec le vice-président du Conseil ecclésiastique, l'abbé Kasimir Häffelin sur un projet de concordat entre l'évêché d'Augsbourg et le gouvernement bavarois consistant à renforcer l'ingérence de ce dernier dans les affaires ecclésiastiques. Le projet échoue en raison de l'opposition du pape.
Probablement essoufflé par ses nombreuses charges administratives, Gerhoh Steigenberger s'éteint brusquement après une brève maladie le 5 août 1787.

## Publications
1. Dissertation sur le véritable auteur d'un ouvrage intitulé Flores Psalmorum, 1764, p. 295-315, Google Books;
2. De synodo Neuenheimensi sub Tassilone Bojoariae duce celebrata, viri magnifici Hermanni Scholliner disquisitioni coniecturas suas subiicit G. Steigenberger., Ingolstadt 1777 ;
3. Historisch litterarischer Versuch von Entstehung und Aufnahme der kurfürstlichen Bibliothek in München. 4. München. 1754. 54 S. Wurde von Franz Anton Vitale in das Latein mit einigen Anmerkungen übersetzt unter dem Titel: Dissertatio historico-litteraria de origine et incremento electoralis Bibliothecae Monacensis. 8. Romae., 1785 ;
4. Litterarisch kritische Abhandlung über die zwo allerältesten gedruckten teutschen Bibeln, welche in der kurfürstl. Bibliothek in München aufbewahret werden. Mit einem Anhang und Kupfer, 1787, Digitale Sammlungen BSB;